# Мустафа II
Мустафа II е 22-рият султан на Османската империя, управлява в периода 6 февруари 1695 – 22 август 1703 година. Той е син на Мехмед IV и наследява чичо си Ахмед II през 1695 г.

## Управление
През 1697 г. Мустафа II е разбит от принц Евгений Савойски в битката при Зента. Приключва т.нар. и известна Голяма турска война с мирен договор от Карловец. След този безпрецедентен в османската история дотогава мир, не се завръща в Истанбул, а остава за постоянно в Одрин, местейки и целия османски двор в столицата на еничарите в Тракия.
След Истанбулското въстание през 1703 г. абдикира в полза на брат си Ахмед III. Няколко месеца след детронирането си на практика умира при съмнителни обстоятелства.